# Joyciline Jepkosgei
Joyciline Jepkosgei (* 8. Dezember 1993) ist eine kenianische Langstreckenläuferin. Sie war bis Februar 2020 Weltrekordhalterin im Halbmarathon. 2021 gewann sie das Rennen der Frauen beim London-Marathon.

## Sportliche Laufbahn
International trat Jepkosgei seit 2016 in Erscheinung, als sie den Karlsbad-Halbmarathon in der Streckenrekordzeit von 1:09:07 Stunden gewann. Bei den Afrikameisterschaften in Durban wurde sie im 10.000-Meter-Lauf Dritte. Außerdem belegte sie in diesem Jahr den zweiten Platz beim Grand Prix von Prag und siegte beim Straßenlauf Marseille – Cassis.
Im Februar 2017 steigerte Jepkoskei beim RAK-Halbmarathon ihre persönliche Bestleistung auf 1:06:08 Stunden und belegte damit den dritten Rang. Am 1. April 2017 gewann sie den Prag-Halbmarathon in der Weltrekordzeit von 1:04:52 Stunden und verbesserte die bisherige Bestmarke ihrer Landsfrau Peres Jepchirchir um 14 Sekunden. Zudem unterbot sie mit ihren Zwischenzeiten bei 10 Kilometern (30:05 Minuten), 15 Kilometern (45:37 Minuten) und 20 Kilometern (1:01:25 Stunden) die bestehenden Weltrekorde über diese Distanzen. Drei Wochen später siegte sie beim Gifu-Seiryū-Halbmarathon und verbesserte den dortigen Streckenrekord auf 1:07:44 Stunden. Am 9. September gewann sie den Grand Prix von Prag über 10 km. Mit ihrer Siegerzeit von 29:43 min unterbot sie ihre Bestmarke aus dem Frühjahr deutlich und erzielte zugleich ihren fünften Weltrekord in der Saison. Beim Valencia-Halbmarathon am 22. Oktober verbesserte sie ihren Halbmarathonweltrekord um eine Sekunde auf 1:04:51 h.
Jepkosgei eröffnete die Saison 2018 mit einem fünften Platz in 1:06:46 h beim RAK-Halbmarathon. Bei den Halbmarathon-Weltmeisterschaften in Valencia wurde sie in 1:06:54 h Zweite hinter der Äthiopierin Netsanet Gudeta und führte die kenianische Mannschaft zur Silbermedaille in der Teamwertung. Beim Great North Run im September belegte sie in 1:08:10 h den dritten Rang. Im Oktober wurde sie beim Delhi-Halbmarathon in 1:06:56 h Zweite.
Im März 2019 gewann Jepkosgei den New-York-City-Halbmarathon in 1:10:07 h. Im April sagte sie ihre Teilnahme am Hamburg-Marathon kurzfristig ab und startete stattdessen als Tempomacherin beim London-Marathon. 
Ihr eigentliches Debüt auf der Marathondistanz gab sie dann im November beim New-York-City-Marathon, den sie in 2:22:38 h gewann.
Im Oktober 2021 gewann Jepkosgei den London-Marathon in der Weltjahresbestzeit von 2:17:43 h, der zu dem Zeitpunkt siebtschnellsten jemals von einer Frau gelaufenen Zeit.
Am 11. Februar 2024 gewann sie den Barcelona-Halbmarathon mit einer neuen persönlichen Bestzeit von 1:04:29 h. Damit verbesserte sie den Streckenrekord um acht Sekunden und rückt in der Weltbestenliste auf den sechsten Platz vor.

## Persönliche Bestzeiten
- 10-km-Straßenlauf: 29:43 min, 9. September 2017, Prag
- Halbmarathon: 1:04:13 h, 16. Februar 2025, Barcelona
- Marathon: 2:17:23 h, 8. Oktober 2023, Chicago